# Potamobatrachus trispinosus
Potamobatrachus trispinosus is een straalvinnige vissensoort uit de familie van de kikvorsvissen (Batrachoididae). De wetenschappelijke naam van de soort is voor het eerst geldig gepubliceerd in 1995 door Collette.